# Soupisky mužstev na mistrovství světa ve fotbale 2014 (skupina C)
Toto je soupiska čtyř mužstev skupiny C na Mistrovství světa ve fotbale 2014.

## Japonsko
- Konečná nominace proběhla 12. května 2014 a bylo v ní nominováno celkem 23 fotbalistů.[1]

| Č.        | Jméno              | Datum narození              | Klub                 | Zápasy (góly) | Na MS    | Na MS    | Na MS    | Na MS    | Na MS    |          |
| Č.        | Jméno              | Datum narození              | Klub                 | Zápasy (góly) | Z        | G        | ŽK       | ČK       | min.     |          |
| Brankáři  | Brankáři           | Brankáři                    | Brankáři             | Brankáři      | Brankáři | Brankáři | Brankáři | Brankáři | Brankáři | Brankáři |
| --------- | ------------------ | --------------------------- | -------------------- | ------------- | -------- | -------- | -------- | -------- | -------- | -------- |
| 1         | Eidži Kawašima     | 20. března 1983 (31 let)    | Standard Lutych      | 56 (0)        | 3        | 0        | 0        | 0        | 270      |          |
| 12        | Šúsaku Nišikawa    | 18. června 1986 (27 let)    | Urawa Red Diamonds   | 13 (0)        | 0        | 0        | 0        | 0        | 0        |          |
| 23        | Šúiči Gonda        | 3. března 1989 (25 let)     | FC Tokio             | 2 (0)         | 0        | 0        | 0        | 0        | 0        |          |
| Obránci   |                    |                             |                      |               |          |          |          |          |          |          |
| 2         | Acuto Učida        | 27. března 1988 (26 let)    | FC Schalke 04        | 68 (2)        | 3        | 0        | 0        | 0        | 270      |          |
| 3         | Gótoku Sakai       | 14. března 1991 (23 let)    | VfB Stuttgart        | 12 (0)        | 0        | 0        | 0        | 0        | 0        |          |
| 5         | Júto Nagatomo      | 12. září 1986 (27 let)      | Inter Milán          | 70 (3)        | 3        | 0        | 0        | 0        | 270      |          |
| 6         | Masato Morišige    | 21. května 1987 (27 let)    | FC Tokio             | 10 (1)        | 1        | 0        | 1        | 0        | 90       |          |
| 15        | Jasujuki Konno     | 25. ledna 1983 (31 let)     | Gamba Ósaka          | 81 (1)        | 2        | 0        | 1        | 0        | 180      |          |
| 19        | Masahiko Inoha     | 28. srpna 1985 (28 let)     | Júbilo Iwata         | 21 (1)        | 0        | 0        | 0        | 0        | 0        |          |
| 21        | Hiroki Sakai       | 12. dubna 1990 (24 let)     | Hannover 96          | 18 (0)        | 0        | 0        | 0        | 0        | 0        |          |
| 22        | Maja Jošida        | 24. srpna 1988 (25 let)     | Southampton FC       | 41 (2)        | 3        | 0        | 1        | 0        | 270      |          |
| Záložníci |                    |                             |                      |               |          |          |          |          |          |          |
| 4         | Keisuke Honda      | 13. června 1986 (27 let)    | AC Milán             | 56 (22)       | 3        | 1        | 0        | 0        | 270      |          |
| 7         | Jasuhito Endó      | 28. ledna 1980 (34 let)     | Gamba Ósaka          | 144 (13)      | 2        | 0        | 0        | 0        | 81       |          |
| 8         | Hiroši Kijotake    | 12. listopadu 1989 (24 let) | 1. FC Norimberk      | 25 (1)        | 1        | 0        | 0        | 0        | 5        |          |
| 10        | Šindži Kagawa      | 17. března 1989 (25 let)    | Manchester United FC | 57 (19)       | 3        | 0        | 0        | 0        | 204      |          |
| 14        | Tošihiro Aojama    | 22. února 1986 (28 let)     | Sanfrecce Hirošima   | 6 (0)         | 1        | 0        | 0        | 0        | 62       |          |
| 16        | Hotaru Jamaguči    | 6. října 1990 (23 let)      | Cerezo Ósaka         | 12 (0)        | 3        | 0        | 0        | 0        | 208      |          |
| 17        | Makoto Hasebe –    | 18. ledna 1984 (30 let)     | 1. FC Norimberk      | 78 (2)        | 3        | 0        | 1        | 0        | 189      |          |
| Útočníci  |                    |                             |                      |               |          |          |          |          |          |          |
| 9         | Šindži Okazaki     | 16. dubna 1986 (28 let)     | 1. FSV Mainz 05      | 76 (38)       | 3        | 1        | 0        | 0        | 249      |          |
| 11        | Jóičiró Kakitani   | 3. ledna 1990 (24 let)      | Cerezo Ósaka         | 12 (5)        | 2        | 0        | 0        | 0        | 25       |          |
| 13        | Jošito Ókubo       | 9. června 1982 (32 let)     | Kawasaki Frontale    | 57 (6)        | 3        | 0        | 0        | 0        | 203      |          |
| 18        | Júja Ósako         | 18. května 1990 (24 let)    | TSV 1860 München     | 9 (3)         | 2        | 0        | 0        | 0        | 124      |          |
| 20        | Manabu Saitó       | 4. dubna 1990 (24 let)      | Jokohama F. Marinos  | 5 (1)         | 0        | 0        | 0        | 0        | 0        |          |
| Trenér    |                    |                             |                      |               |          |          |          |          |          |          |
|           | Alberto Zaccheroni | 1. dubna 1953 (61 let)      |                      | 54 (32 výher) |          |          |          |          |          |          |

## Kolumbie
- Nominace proběhla 3. června 2014 a bylo v ní nominováno celkem 23 fotbalistů.[2] Útočník Radamel Falcao se nestihl zotavit po lednové operaci levého kolena a šampionát tak nestihl.[3] Záložník argentinského týmu CA River Plate Carlos Carbonero byl povolán do mužstva za Aldada Leão Ramíreze poté, co utrpěl zranění v přátelském utkání proti Jordánsku.[4]

| Č.        | Jméno                   | Datum narození             | Klub                      | Zápasy (góly) | Na MS    | Na MS    | Na MS    | Na MS    | Na MS    |          |
| Č.        | Jméno                   | Datum narození             | Klub                      | Zápasy (góly) | Z        | G        | ŽK       | ČK       | min.     |          |
| Brankáři  | Brankáři                | Brankáři                   | Brankáři                  | Brankáři      | Brankáři | Brankáři | Brankáři | Brankáři | Brankáři | Brankáři |
| --------- | ----------------------- | -------------------------- | ------------------------- | ------------- | -------- | -------- | -------- | -------- | -------- | -------- |
| 1         | David Ospina            | 31. srpna 1988 (25 let)    | OGC Nice                  | 43 (0)        | 5        | 0        | 0        | 0        | 445      |          |
| 12        | Camilo Vargas           | 9. března 1989 (25 let)    | Independiente Santa Fe    | 0 (0)         | 0        | 0        | 0        | 0        | 0        |          |
| 22        | Faryd Mondragón         | 21. června 1971 (42 let)   | Deportivo Cali            | 50 (0)        | 1        | 0        | 0        | 0        | 5        |          |
| Obránci   |                         |                            |                           |               |          |          |          |          |          |          |
| 2         | Cristián Zapata         | 30. září 1986 (27 let)     | AC Milán                  | 23 (0)        | 4        | 0        | 0        | 0        | 360      |          |
| 3         | Mario Yepes –           | 13. ledna 1976 (38 let)    | Atalanta BC               | 97 (6)        | 4        | 0        | 1        | 0        | 360      |          |
| 4         | Santiago Arias          | 13. ledna 1992 (22 let)    | PSV Eindhoven             | 5 (0)         | 3        | 0        | 0        | 0        | 124      |          |
| 7         | Pablo Armero            | 2. listopadu 1986 (27 let) | SSC Neapol                | 52 (1)        | 5        | 1        | 1        | 0        | 416      |          |
| 16        | Éder Álvarez Balanta    | 28. února 1993 (21 let)    | CA River Plate            | 4 (0)         | 1        | 0        | 0        | 0        | 90       |          |
| 18        | Juan Camilo Zúñiga      | 14. prosince 1985 (28 let) | SSC Neapol                | 49 (1)        | 4        | 0        | 0        | 0        | 360      |          |
| 23        | Carlos Enrique Valdés   | 22. května 1985 (29 let)   | CA San Lorenzo de Almagro | 13 (2)        | 1        | 0        | 0        | 0        | 90       |          |
| Záložníci |                         |                            |                           |               |          |          |          |          |          |          |
| 5         | Carlos Carbonero        | 25. července 1990 (23 let) | CA River Plate            | 1 (0)         | 1        | 0        | 0        | 0        | 45       |          |
| 6         | Carlos Sánchez Moreno   | 6. února 1986 (28 let)     | Elche CF                  | 43 (0)        | 4        | 0        | 1        | 0        | 360      |          |
| 8         | Abel Aguilar            | 6. ledna 1985 (29 let)     | Toulouse FC               | 48 (5)        | 4        | 0        | 0        | 0        | 328      |          |
| 10        | James Rodríguez         | 12. července 1991 (22 let) | AS Monaco FC              | 21 (4)        | 5        | 6        | 1        | 0        | 400      |          |
| 11        | Juan Guillermo Cuadrado | 26. května 1988 (26 let)   | ACF Fiorentina            | 27 (3)        | 5        | 1        | 0        | 0        | 386      |          |
| 13        | Fredy Guarín            | 30. června 1986 (27 let)   | Inter Milán               | 48 (3)        | 2        | 0        | 1        | 0        | 99       |          |
| 15        | Alexander Mejía         | 11. července 1988 (25 let) | Atlético Nacional         | 8 (0)         | 4        | 0        | 0        | 0        | 144      |          |
| 20        | Juan Fernando Quintero  | 18. ledna 1993 (21 let)    | FC Porto                  | 4 (0)         | 3        | 1        | 0        | 0        | 92       |          |
| Útočníci  |                         |                            |                           |               |          |          |          |          |          |          |
| 9         | Teófilo Gutiérrez       | 17. května 1985 (29 let)   | CA River Plate            | 29 (13)       | 3        | 1        | 0        | 0        | 214      |          |
| 14        | Víctor Ibarbo           | 19. května 1990 (24 let)   | Cagliari Calcio           | 8 (1)         | 3        | 0        | 0        | 0        | 188      |          |
| 17        | Carlos Bacca            | 8. září 1986 (27 let)      | Sevilla FC                | 10 (3)        | 1        | 0        | 0        | 0        | 20       |          |
| 19        | Adrián Ramos            | 22. ledna 1986 (28 let)    | Hertha BSC                | 25 (2)        | 3        | 0        | 0        | 0        | 140      |          |
| 21        | Jackson Martínez        | 3. října 1986 (27 let)     | FC Porto                  | 27 (8)        | 3        | 2        | 0        | 0        | 194      |          |
| Trenér    |                         |                            |                           |               |          |          |          |          |          |          |
|           | José Pékerman           | 3. září 1949 (64 let)      |                           | 23 (14 výher) |          |          |          |          |          |          |

## Pobřeží slonoviny
- Konečná nominace proběhla 2. června 2014 a bylo v ní nominováno celkem 23 fotbalistů.[5]

| Č.        | Jméno                  | Datum narození              | Datum úmrtí                     | Klub                    | Zápasy (góly) | Na MS    | Na MS    | Na MS    | Na MS    | Na MS    |          |
| Č.        | Jméno                  | Datum narození              | Datum úmrtí                     | Klub                    | Zápasy (góly) | Z        | G        | ŽK       | ČK       | min.     |          |
| Brankáři  | Brankáři               | Brankáři                    | Brankáři                        | Brankáři                | Brankáři      | Brankáři | Brankáři | Brankáři | Brankáři | Brankáři | Brankáři |
| --------- | ---------------------- | --------------------------- | ------------------------------- | ----------------------- | ------------- | -------- | -------- | -------- | -------- | -------- | -------- |
| 1         | Boubacar Barry         | 30. prosince 1979 (34 let)  |                                 | KSC Lokeren             | 76 (0)        | 3        | 0        | 0        | 0        | 270      |          |
| 16        | Sylvain Gbohouo        | 29. října 1988 (25 let)     |                                 | Séwé Sport de San-Pédro | 2 (0)         | 0        | 0        | 0        | 0        | 0        |          |
| 23        | Sayouba Mandé          | 15. června 1993 (20 let)    |                                 | Stabæk Fotball          | 1 (0)         | 0        | 0        | 0        | 0        | 0        |          |
| Obránci   |                        |                             |                                 |                         |               |          |          |          |          |          |          |
| 2         | Ousmane Viera          | 21. prosince 1986 (27 let)  |                                 | Çaykur Rizespor         | 3 (0)         | 0        | 0        | 0        | 0        | 0        |          |
| 3         | Arthur Boka            | 2. dubna 1983 (31 let)      |                                 | VfB Stuttgart           | 80 (1)        | 3        | 0        | 0        | 0        | 245      |          |
| 4         | Kolo Touré             | 19. března 1981 (33 let)    |                                 | Liverpool FC            | 109 (6)       | 1        | 0        | 0        | 0        | 90       |          |
| 7         | Jean-Daniel Akpa-Akpro | 11. října 1992 (21 let)     |                                 | Toulouse FC             | 1 (0)         | 0        | 0        | 0        | 0        | 0        |          |
| 17        | Serge Aurier           | 24. prosince 1992 (21 let)  |                                 | Toulouse FC             | 9 (0)         | 3        | 0        | 0        | 0        | 270      |          |
| 18        | Constant Djakpa        | 17. října 1986 (27 let)     |                                 | Eintracht Frankfurt     | 5 (0)         | 1        | 0        | 0        | 0        | 15       |          |
| 22        | Sol Bamba              | 13. ledna 1985 (29 let)     |                                 | Trabzonspor             | 44 (2)        | 3        | 0        | 1        | 0        | 270      |          |
| Záložníci |                        |                             |                                 |                         |               |          |          |          |          |          |          |
| 5         | Didier Zokora          | 14. prosince 1980 (33 let)  |                                 | Trabzonspor             | 120 (1)       | 2        | 0        | 2        | 0        | 180      |          |
| 6         | Mathis Bolly           | 14. listopadu 1990 (23 let) |                                 | Fortuna Düsseldorf      | 4 (0)         | 1        | 0        | 0        | 0        | 17       |          |
| 9         | Cheick Tioté           | 21. června 1986 (27 let)    | 5. června 2017 (ve věku 30 let) | Newcastle United FC     | 45 (1)        | 3        | 0        | 1        | 0        | 241      |          |
| 13        | Didier Ya Konan        | 22. května 1984 (30 let)    |                                 | Hannover 96             | 26 (8)        | 1        | 0        | 0        | 0        | 12       |          |
| 14        | Ismaël Diomandé        | 28. srpna 1992 (21 let)     |                                 | AS Saint-Étienne        | 2 (0)         | 1        | 0        | 0        | 0        | 11       |          |
| 15        | Max Gradel             | 30. listopadu 1987 (26 let) |                                 | AS Saint-Étienne        | 26 (3)        | 1        | 0        | 0        | 0        | 67       |          |
| 19        | Yaya Touré             | 13. května 1983 (31 let)    |                                 | Manchester City FC      | 83 (16)       | 3        | 0        | 0        | 0        | 270      |          |
| 20        | Serey Die              | 7. listopadu 1984 (29 let)  |                                 | FC Basilej              | 7 (0)         | 3        | 0        | 1        | 0        | 225      |          |
| Útočníci  |                        |                             |                                 |                         |               |          |          |          |          |          |          |
| 8         | Salomon Kalou          | 5. srpna 1985 (28 let)      |                                 | Lille OSC               | 65 (22)       | 3        | 0        | 1        | 0        | 203      |          |
| 10        | Gervinho               | 27. května 1987 (27 let)    |                                 | AS Řím                  | 54 (14)       | 3        | 2        | 0        | 0        | 263      |          |
| 11        | Didier Drogba –        | 11. března 1978 (36 let)    |                                 | Galatasaray SK          | 71 (42)       | 3        | 0        | 1        | 0        | 137      |          |
| 12        | Wilfried Bony          | 10. prosince 1988 (25 let)  |                                 | Swansea City AFC        | 25 (8)        | 3        | 2        | 0        | 0        | 167      |          |
| 21        | Giovanni Sio           | 31. března 1989 (25 let)    |                                 | FC Basilej              | 7 (0)         | 1        | 0        | 0        | 0        | 7        |          |
| Trenér    |                        |                             |                                 |                         |               |          |          |          |          |          |          |
|           | Sabri Lamouchi         | 9. listopadu 1971 (42 let)  |                                 |                         | 23 (13 výher) |          |          |          |          |          |          |

## Řecko
- Konečná nominace proběhla 19. května 2014 a bylo v ní nominováno celkem 23 fotbalistů.[6]

| Č.        | Jméno                    | Datum narození              | Klub                 | Zápasy (góly) | Na MS    | Na MS    | Na MS    | Na MS    | Na MS    |          |
| Č.        | Jméno                    | Datum narození              | Klub                 | Zápasy (góly) | Z        | G        | ŽK       | ČK       | min.     |          |
| Brankáři  | Brankáři                 | Brankáři                    | Brankáři             | Brankáři      | Brankáři | Brankáři | Brankáři | Brankáři | Brankáři | Brankáři |
| --------- | ------------------------ | --------------------------- | -------------------- | ------------- | -------- | -------- | -------- | -------- | -------- | -------- |
| 1         | Orestis Karnezis         | 11. července 1985 (28 let)  | Granada CF           | 19 (0)        | 4        | 0        | 0        | 0        | 324      |          |
| 12        | Panagiotis Glykos        | 10. října 1986 (27 let)     | PAOK FC              | 2 (0)         | 1        | 0        | 0        | 0        | 66       |          |
| 13        | Stefanos Kapino          | 18. března 1994 (20 let)    | Panathinaikos FC     | 2 (0)         | 0        | 0        | 0        | 0        | 0        |          |
| Obránci   |                          |                             |                      |               |          |          |          |          |          |          |
| 2         | Giannis Maniatis         | 12. října 1986 (27 let)     | Olympiakos Pireus FC | 30 (0)        | 4        | 0        | 0        | 0        | 348      |          |
| 3         | Jorgos Tzavellas         | 26. listopadu 1987 (26 let) | PAOK FC              | 13 (0)        | 0        | 0        | 0        | 0        | 0        |          |
| 4         | Konstantinos Manolas     | 14. června 1991 (22 let)    | Olympiakos Pireus FC | 9 (0)         | 4        | 0        | 1        | 0        | 390      |          |
| 5         | Vangelis Moras           | 26. srpna 1981 (32 let)     | Hellas Verona FC     | 19 (0)        | 0        | 0        | 0        | 0        | 0        |          |
| 11        | Loukas Vyntra            | 5. února 1981 (33 let)      | Levante UD           | 50 (0)        | 0        | 0        | 0        | 0        | 0        |          |
| 15        | Vasilis Torosidis        | 10. června 1985 (29 let)    | AS Řím               | 66 (7)        | 4        | 0        | 1        | 0        | 390      |          |
| 19        | Sokratis Papastathopulos | 9. června 1988 (26 let)     | Borussia Dortmund    | 47 (0)        | 4        | 1        | 1        | 0        | 390      |          |
| 20        | José Holebas             | 27. června 1984 (29 let)    | Olympiakos Pireus FC | 22 (1)        | 4        | 0        | 0        | 0        | 390      |          |
| Záložníci |                          |                             |                      |               |          |          |          |          |          |          |
| 6         | Alexandros Tziolis       | 13. února 1985 (29 let)     | Kayserispor          | 49 (1)        | 0        | 0        | 0        | 0        | 0        |          |
| 8         | Panagiotis Kone          | 26. července 1987 (26 let)  | Bologna FC 1909      | 16 (1)        | 3        | 0        | 0        | 0        | 171      |          |
| 10        | Jorgos Karagunis –       | 6. března 1977 (37 let)     | Fulham FC            | 135 (10)      | 4        | 0        | 0        | 0        | 259      |          |
| 16        | Lazaros Christodulopulos | 19. prosince 1986 (27 let)  | Bologna FC 1909      | 19 (1)        | 2        | 0        | 0        | 0        | 210      |          |
| 18        | Ioannis Fetfatzidis      | 21. prosince 1990 (23 let)  | Janov CFC            | 19 (3)        | 2        | 0        | 0        | 0        | 74       |          |
| 21        | Konstantinos Katsuranis  | 21. června 1979 (34 let)    | PAOK FC              | 111 (10)      | 3        | 0        | 2        | 1        | 170      |          |
| 22        | Andreas Samaris          | 13. června 1989 (24 let)    | Olympiakos Pireus FC | 4 (0)         | 2        | 1        | 1        | 0        | 136      |          |
| 23        | Panagiotis Tachtsidis    | 15. února 1991 (23 let)     | Turín FC             | 6 (0)         | 0        | 0        | 0        | 0        | 0        |          |
| Útočníci  |                          |                             |                      |               |          |          |          |          |          |          |
| 7         | Georgios Samaras         | 21. února 1985 (29 let)     | Celtic FC            | 74 (8)        | 4        | 1        | 1        | 0        | 390      |          |
| 9         | Konstantinos Mitroglou   | 12. března 1988 (26 let)    | Fulham FC            | 32 (8)        | 3        | 0        | 0        | 0        | 123      |          |
| 14        | Dimitris Salpingidis     | 18. srpna 1981 (32 let)     | PAOK FC              | 76 (13)       | 4        | 0        | 1        | 0        | 225      |          |
| 17        | Theofanis Gekas          | 23. května 1980 (34 let)    | Konyaspor            | 72 (24)       | 4        | 0        | 0        | 0        | 182      |          |
| Trenér    |                          |                             |                      |               |          |          |          |          |          |          |
|           | Fernando Santos          | 10. října 1954 (59 let)     |                      | 45 (25 výher) |          |          |          |          |          |          |